# كأس الإمبراطور 2010
كأس الإمبراطور 2010 (باليابانية: 第90回天皇杯全日本サッカー選手権大会) هو الموسم 90 من كأس الإمبراطور. أشرف على تنظيمه اتحاد اليابان لكرة القدم، وكان عدد الأندية المشاركة فيه 88، وفاز فيه كاشيما أنتلرز.